# Tignish
Tignish é uma cidade canadense localizada no Condado de Prince, na Ilha do Príncipe Eduardo. A população no censo de 2016 era de apenas 719 pessoas.